# Liste der Hallenkirchen in den Niederlanden
▶ Liste(n) der Hallenkirchen – Übersicht
– Siehe auch: Liste der Pseudobasiliken in den Niederlanden (24) –
Anzahl: 42
In den Niederlanden gibt es eine große Zahl von Hallenkirchen. Wie weiter westlich in Belgien und in England haben die meisten hölzerne Tonnengewölbe oder andere Holzdecken.
Da die meisten Hallenkirchen in der Gotik gebaut oder zur Hallenkirche umgestaltet wurden, ist in der Liste nur erwähnt, wenn eine Kirche einem anderen Baustil angehört.

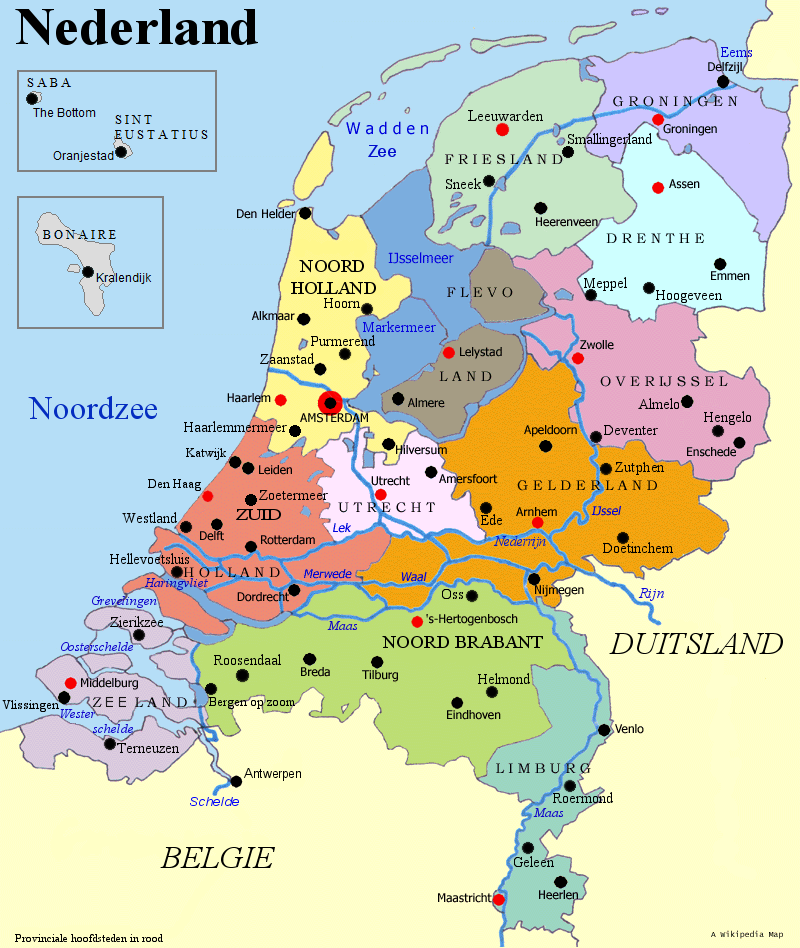
Provinzen der Niederlande

## Provinz Groningen
– Siehe auch Pseudobasiliken in der Provinz Groningen (1) –
Anzahl: 4
| Ort        | Bauwerk/Patrozinium         | Anmerkungen                                               | Fotos | Fotos |
| ---------- | --------------------------- | --------------------------------------------------------- | ----- | ----- |
| Appingedam | Nicolaïkerk (CC)            |                                                           |       |       |
| Bedum      | Walfriduskerk (CC)          | Südseite Halle mit Paralleldach, Nordseite Pseudobasilika |       |       |
| Groningen  | Martinikerk                 | gemauerte Gewölbe, Langhaus Hallenkirche, Chor Basilika   |       |       |
| Loppersum  | Petrus- und Pauluskerk (CC) | gemauerte Gewölbe, Stufenhalle, knapp vor Pseudobasilika  |       |       |

## Provinz Friesland
– Siehe auch Pseudobasiliken in der Provinz Friesland (1) –
| Ort        | Bauwerk/Patrozinium     | Anmerkungen                                                                                           | Fotos | Fotos |
| ---------- | ----------------------- | --- | ----- | ----- |
| Leeuwarden | Grote of Jacobijnerkerk | hölzerne Tonnengewölbe, Stufenhalle                                                                   |       |       |
| Workum     | Grote Kerk (CC)         | trotz Paralleldächern innen Pseudobasilika: Mittelschiff mit Holztonne, Seitenschiffe mit Flachdecken |       |       |

## Noord-Holland
– Siehe auch Pseudobasiliken in Noord-Holland (1) –
Anzahl: 7
| Ort                       | Bauwerk/Patrozinium                       | Anmerkungen                                                  | Fotos | Fotos |
| ------------------------- | ----------------------------------------- | ------------------------------------------------------------ | ----- | ----- |
| Broek in Waterland        | Sint-Nicolaaskerk (CC)                    | zweischiffig                                                 |       |       |
| Edam-Volendam             | Grote of Sint-Nicolaaskerk (CC)           | Paralleldächer, parallele Holztonnen                         |       |       |
| Enkhuizen                 | Sint-Gommarus- oder Westerkerk            | dreischiffig, parallele Holztonnen                           |       |       |
| Enkhuizen                 | Zuiderkerk                                | zweischiffig, parallele Holztonnen                           |       |       |
| Hoorn                     | Noorderkerk (CC)                          | 1441–1591, dreischiffig, parallele Holztonnen                |       |       |
| Medemblik, West-Friesland | Bonifaciuskerk (Medemblik)                | Nordseite Halle mit Paralleldächern, Südseite Pseudobasilika |       |       |
| Monnickendam              | Grote of Sint-Niklaaskerk in Monnickendam |                                                              |       |       |

## Zuid-Holland
– Siehe auch Pseudobasiliken in Zuid-Holland (7) –
| Ort      | Bauwerk/Patrozinium | Anmerkungen                                                             | Fotos | Fotos |
| -------- | ------------------- | ----------------------------------------------------------------------- | ----- | ----- |
| Den Haag | Grote Kerk          | Haager Hallentyp: gekreuzte hölzerne Tonnengewölbe; Chor aber basilikal |       |       |

## Zeeland
– Siehe auch Pseudobasiliken in Zeeland (2) –
| Ort        | Bauwerk/Patrozinium             | Anmerkungen                             | Fotos | Fotos |
| ---------- | ------------------------------- | --------------------------------------- | ----- | ----- |
| Vlissingen | Grote oder Sint-Jacobskerk (CC) | hölzerne Tonnen- und Kreuzrippengewölbe |       |       |

## Noord-Brabant
– Siehe auch Pseudobasiliken in Noord-Brabant (6) –
Anzahl: 4
| Ort              | Bauwerk/Patrozinium           | Anmerkungen                      | Fotos | Fotos |
| ---------------- | ----------------------------- | -------------------------------- | ----- | ----- |
| Bergen op Zoom   | Maria Hemelvaartkerk (CC)     | klassizistisch                   |       |       |
| Geertruidenberg  | Geerttruidiskerk (CC)         |                                  |       |       |
| ’s-Hertogenbosch | St-Pieterskerk (CC)           | 1779 errichtet, 1982 abgebrochen |       |       |
| Valkenswaard     | Nicolaaskerk (CC), RCE 518671 | 1927, neugotisch                 |       |       |

## Provinz Utrecht
– Keine Pseudobasilika in der Provinz Utrecht gefunden –
Anzahl: 6
| Ort                      | Bauwerk/Patrozinium                                    | Anmerkungen                            | Fotos | Fotos |
| ------------------------ | ------------------------------------------------------ | -------------------------------------- | ----- | ----- |
| Amersfoort               | Sint-Joriskerk (CC)                                    |                                        |       |       |
| Oudewater                | Grote oder Sint-Michaëlskerk (CC)                      |                                        |       |       |
| Rhenen                   | Prot. Cunerakerk (CC), RCE 32453                       |                                        |       |       |
| Utrecht                  | Buurkerk (CC)                                          |                                        |       |       |
| Vianen, Vijfheerenlanden | Grote Kerk (Vianen)                                    | Längsdach und Querdächer               |       |       |
| Vianen, Vijfheerenlanden | O.L. Vrouw ten Hemelopneming (Mariä-Himmelfahrts) (CC) | neugotisch, drei parallele Längsdächer |       |       |

## Gelderland
– Siehe auch Pseudobasiliken in Gelderland (3) –
Anzahl: 4
| Ort              | Bauwerk/Patrozinium         | Anmerkungen                                                           | Fotos | Fotos |
| ---------------- | --------------------------- | --------------------------------------------------------------------- | ----- | ----- |
| Barneveld        | Oude Kerk (CC)              |                                                                       |       |       |
| Doetinchem       | Sint Catharinakerk (CC)     | gemauerte gleich hohe Schiffe unter gemeinsamem steilem Dach          |       |       |
| Elst             | Sint Maartenskerk RCE 14958 | Langhaus mit Nordseitenschiff 4. V. 15. Jh. zweischiffige Stufenhalle |       |       |
| Puiflijk, Druten | Johannes de Doperkerk (CC)  | NEUGOTISCH                                                            |       |       |

## Overijssel
– Siehe auch Pseudobasiliken in Overijssel (1) –
Anzahl: 8
| Ort       | Bauwerk/Patrozinium                                     | Anmerkungen | Fotos | Fotos |
| --------- | ------------------------------------------------------- | --- | ----- | ----- |
| Deventer  | Grote- oder Lebuïnuskerk                                | |       |       |
| Deventer  | Broederenkerk (Brüderkirche) (CC) in Deventer           | zweischiffig |       |       |
| Hasselt   | Grote oder Sint-Stephanuskerk (CC)                      | |       |       |
| Kampen,   | Broederkerk (Brüderkirche) (CC)                         | zweischiffig |       |       |
| Kampen,   | Buiten- oder Onze Lieve Vrouwe Kerk (CC)                | |       |       |
| Steenwijk | Grote of St.-Clemenskerk (CC) RCE 34576 M-OV S. 252/253 | 15. Jh. in einer Kampagne, mittelschiff u. -Chor flach gedeckt, Seitenschiffe mit gemauerten Kreuzrippengewölben |       |       |
| Zwolle    | Sint-Michaëlskerk                                       | |       |       |
| Zwolle    | Broerenkerk (Brüderkirche) (CC)                         | zweischiffig |       |       |

## Drenthe
– Siehe auch Pseudobasiliken in Drenthe (1) –
Keine Hallenkirche!

## Limburg NL
– Siehe auch Pseudobasiliken in Limburg NL (1) –
Anzahl: 5
| Ort            | Bauwerk/Patrozinium    | Anmerkungen | Fotos | Fotos |
| -------------- | ---------------------- | --- | ----- | ----- |
| Roermond       | Christoffelkathedraal  | |       |       |
| Roggel, Leudal | Sint Petruskerk (CC)   | um 1500; Stufenhalle, Kreuzrippengewölbe, „pseudobasilicale schip“, aber Kämpfer von Seitenschiffen und Mittelschiff auf gleicher Höhe |       |       |
| Venlo          | Martinikerk            | |       |       |
| Vijlen         | Sint-Martinuskerk (CC) | neugotisch |       |       |
| Weert          | Sint-Martinuskerk (CC) | |       |       |